# Quanta Plus
Quanta Plus (Quanta+) és l'eina de programari lliure de desenvolupament de pàgines web del projecte KDE. La seva versió actual és la 3.5. Té diversos assistents que et poden ajudar en la creació de taules, enllaços i pàgines en blanc. També té ressaltat de sintaxi HTML, Javascript, CSS i molts més, a més d'un analitzador que informa de la creació correcta de les nostres pàgines.
Del 2003 al 2006, Quanta Plus va ser votat com el millor editor web pels membres del fòrum LinuxQuestions.org.
Quanta no s'ha desenvolupat activament des del 2009, però algunes de les seves característiques es van transferir al seu projecte germà KDevelop el 2012. El projecte es manté i està disponible com a part de l'entorn d'escriptori Trinity.